# Samthann
Samthann (/ˈsævhæn/, modernamente Samhthann) o Samanta, fue una santa popular irlandesa, monja y abadesa en la Irlanda cristiana temprana. Es una de las únicamente cuatro santas irlandesas de las que existen Vidas escritas en latín. Murió el 19 de diciembre de 739.

## Tradición del manuscrito
La única Vida existente de Santa Samthann sobrevive en tres manuscritos, con la forma más completa en un manuscrito de principios del siglo XIV, conservado en Oxford, en la Biblioteca Bodleiana, Rawlinson B. 485 ss.150-3, como parte del Códice Insulensis. Charles Plummer utilizó los tres manuscritos en su edición del texto, y nota que las otras dos formas de la Vida son dependientes de la bodleiana. Además de la edición latina de Plummer, la Vida también ha sido traducida al inglés por Dorothy África. Hay solo un grado pequeño de variación entre los tres manuscritos, y no hay adiciones u omisiones importantes, apoyando la creencia de que esta fue una copia bastante fiel del original que no había experimentado ninguna edición drástica eclesiástica. La composición y fecha del original se sitúan entre el siglo VIII y finales del siglo XIII. Evidencias asociadas, sin embargo, como el periodo relativamente corto de prominencia del monasterio en Clonbroney (el convento, que pudo haber sido fundado ya en el siglo V, desaparece de los registros después de la muerte de la abadesa Caillechdomhnaill en 1163), el uso de nombres individuales (en particular Niall, hijo de Fergal, rey de Cenél Éogain, y Uí Néill señor supremo de 763–770 y Flann hijo de Connla), y la asociación del monasterio entre mediados y finales del siglo VIII con la familia real de Tethba, en Cairpre Gabra, apoyan la idea de que esta Vida fue inicialmente compuesta dentro de unas pocas generaciones de la muerte de la santa, y es una Vida bien conservada de finales del siglo VIII o inicios del IX.

## Biografía escrita
De las cuatro santas irlandesas con Vidas latinas escritas (Santas Brígida, Ita, Monenna y Samthann), cronológicamente Samthann es la última, con los Anales de Úlster listando su muerte en 739. Esta es también la mención más temprana en los anales de su monasterio en Clonbroney (en irlandés, Clúan-bróaig) cerca de la moderna Ballinalee, Condado de Longford. Las referencias al monasterio continúan esporádicamente desde mediados del siglo VIII hasta principios del siglo IX, y muy rara vez después. A diferencia de las tres santas monásticas del siglo VI, Samthann no fue la fundadora de su monasterio, sino heredado después de que la abadesa fundadora Fuinnech tuviera una visión profética de la grandeza de Samthann. Con base en ello, Samthann se mudó desde su monasterio inicial en Urney en Tyrone donde servía como auxiliar, al sur de Clonbroney, al este de la ciudad moderna de Longford. La Vida Tripartita de San Patricio afirma que Clonbroney fue fundado por Patricio para dos hermanas ambas llamadas Emer, cuyo hermano Guasacht nombró obispo de Granard. Los tres eran hijos de Milchú, a quien Patricio sirvió como esclavo en Úlster en su juventud. Aunque la historia es literalmente inverosímil, si parece haber una asociación entre Samthann y Granard ya que en la Vida viajó allí. Samthann también tiene un origen en el Úlster y las genealogías ligan a su familia estrechamente con Patricio en la Vida Tripartita.

## Primeros años
Hija adoptiva de Cridan, rey de los Ui Corpri, a pesar de su reticencia, la dio en matrimonio a un noble. El día antes de la boda, el noble se despertó de noche debido a un rayo de luz que atravesaba el techo de la casa, viendo que caía sobre el rostro de Santhann, que dormía en la cama con las otras hijas del rey. Sorprendido, se alegró de haber sido dotado con una esposa tocada por una luz celestial.
Como era la costumbre, se celebró la ceremonia y banquete y por la noche, ambos entraron en la cama matrimonial. Él le dijo: "Desnúdate, para que podamos ser uno". Pero ella le suplicó que esperara a que todos durmieran. Él aceptó, pero mientras, se quedó dormido. Santhann rezaba para poder mantener su virginidad. Al poco, se declaró un fuego. Mientras lo extinguían, la joven se escondió entre los helechos cercanos. Su padre adoptivo, el rey Cridan, la encontró por la mañana y ella le preguntó si había muchos daños. Él le respondió que no. Aliviada, le preguntó por qué había querido dar a una sierva de Dios como esposa sin su consentimiento. El rey comprendió y le dijo: "Muy bien, no te daré a un hombre sino que te dejaré elegir". Santhann respondió: "Esta es mi decisión: a partir de ahora me darás como esposa a Dios y no a un hombre". Entonces el rey dijo: "Te ofrecemos a Dios, el cónyuge que has elegido".

## La anguila gigante
Según la Vida, en una ocasión un monje lascivo visitó el monasterio de la santa e intentó seducir a una de las vírgenes que vivían allí. Cuando dejó el monasterio y cruzó el río para encontrarse furtivamente con la chica una anguila gigante salió del agua, le mordió en los genitales y se enrolló alrededor de su cintura. La anguila permaneció en esta posición hasta que el monje regresó al monasterio y suplicó y recibió el perdón de Samthann.

## Otras fuentes
Samthann también ha sido asociada con el movimiento de reforma de Céli Dé en algunas secciones de su Vida así como en el documento conservado en el monasterio de Tallaght que registra su trato con el reformador jefe San Maelrain y el Martirologio de Tallaght incluye un himno en sus marginalia que refleja las enseñanzas de su Vida con respecto a la peregrinación.

## Poetisa
Los Anales de Tigernach conservan los versos escritos por la santa en 737 sobre la batalla de Uchbad.